# Autoreille
Autoreille é uma comuna francesa na região administrativa de Borgonha-Franco-Condado, no departamento de Alto Sona. Estende-se por uma área de 9,98 km². Em 2010 a comuna tinha 349 habitantes (densidade: 35 hab./km²).